# Brownhills
Brownhills – miasto w Wielkiej Brytanii, w Anglii, w regionie West Midlands, w hrabstwie West Midlands, w dystrykcie Walsall. W 2001 roku miasto liczyło 19 866 mieszkańców.